# Le Cirque en folie (film, 1939)
Pour les articles homonymes, voir Le Cirque en folie et Sans peur et sans reproche.
Pour plus de détails, voir Fiche technique et Distribution.
Le Cirque en folie ou Sans peur et sans reproche (You Can’t Cheat an Honest Man) est un film américain réalisé par George Marshall et sorti en 1939.
C'est le premier film de W. C. Fields pour Universal Pictures.

## Synopsis
Larsen E. Whipsnade, propriétaire d'un cirque, a du mal à payer ses dettes ainsi que ses artistes. La fille de Whipsnade rend visite à son père et tombe amoureuse de Bergen, un artiste ventriloque, mais après avoir vu le gâchis financier dans lequel se trouve son père, elle décide d'épouser Roger, un jeune millionnaire. Whipsnade approuve d'abord le mariage et pour être sûr que Bergen, sans le sou, ne l'emporte pas, il fait dériver le couple constitué par Bergen et sa marionnette Charlie McCarthy lors d'un vol en montgolfière. Cependant, Whipsnade crée une scène lors de la fête de fiançailles et le père et la fille s'échappent ensemble dans un char avec Bergen et McCarthy à leur poursuite.

## Fiche technique
- Titre original : You Can’t Cheat an Honest Man
- Réalisation : George Marshall, coréalisateur (non crédité) : Edward Sedgwick
- Scénario : George Marion Jr., Richard Mack, Everett Freeman, d'après l'histoire de W. C. Fields (signée Charles Bogle)
- Musique : Frank Skinner (non crédité)
- Directeurs artistiques : Jack Otterson, Charles H. Clarke
- Costumes : Vera West
- Production : Lester Cowan (it)
- Société(s) de production : Universal Pictures
- Lieu de tournage : Universal Studios
- Durée : 79 minutes
- Dates de sortie :
  - 17 février 1939 : USA
  - 12 avril 1939 : France

## Distribution
- W. C. Fields : Larson E. Whipsnade
- Edgar Bergen : The Great Edgar (jouant son propre rôle)
- Charlie McCarthy : Charlie (marionnette d'Edgar Bergen)
- Eddie 'Rochester' Anderson : Rochester
- Mortimer Snerd : Mortimer
- Constance Moore : Victoria Whipsnade
- John Arledge : Phineas Whipsnade
- James Bush : Roger Bel-Goodie
- Thurston Hall : Mr. Bel-Goodie
- Mary Forbes : Mrs. Bel-Goodie
- Edward Brophy : Corbett